# Claude Bergeret

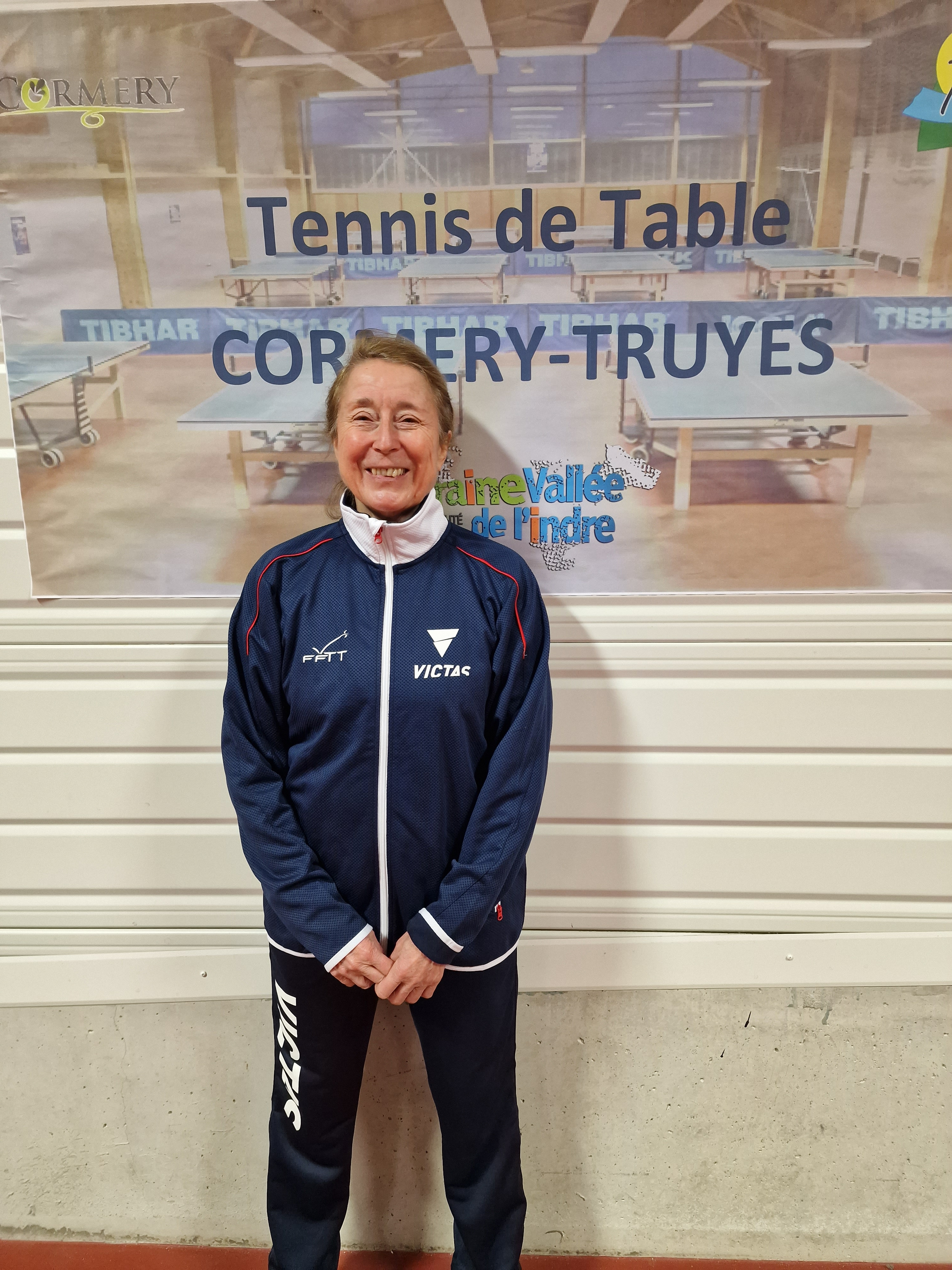
Claude Bergeret, 2022

Claude Bergeret (* 19. Oktober 1954) ist eine französische Tischtennisspielerin und -funktionärin. Sie gehörte in den 1970er Jahren zu den Spitzenspielerinnen in Frankreich und gewann die Weltmeisterschaft im Mixed.

## Leben
Bergeret gewann bei den nationalen französischen Meisterschaften sechsmal den Titel im Einzel (1972–1975, 1977, 1983), sechsmal im Doppel (1972–1976, 1982) und siebenmal im Mixed. Mit ASPTT Annecy wurde sie 1982 französischer Mannschaftsmeister. Zwischen 1969 und 1982 nahm sie an sieben Weltmeisterschaften, sechs Europameisterschaften und vier Ranglistenturnieren Europe TOP-12 teil.
Bei den Europameisterschaften 1974 kam sie im Mixed mit Jacques Secrétin ins Halbfinale. 1976 erreichte die gleiche Mixedpaarung ebenfalls das Halbfinale, im Doppel kam sie mit Brigitte Thiriet auch unter die letzten Vier. Bei der Weltmeisterschaft 1977 gewann sie mit Jacques Secrétin den Weltmeistertitel im Mixed. 1979 gewannen die beiden auch bei den Mittelmeerspielen.
Im Jahr 2000 wurde Bergeret Vizepräsidentin im Europäischen Tischtennisverband ETTU. 2003 wurde sie für ihre Verdienste mit dem ITTF Merit Award geehrt.
2012 wurde Bergeret zum Mitglied der Ehrenlegion (Ritter) ernannt.

## Turnierergebnisse
| Verband | Turnier             | Jahr | Ort        | Land | Einzel    | Doppel     | Mixed         | Team |
| ------- | ------------------- | ---- | ---------- | ---- | --------- | ---------- | ------------- | ---- |
| FRA     | Europameisterschaft | 1982 | Budapest   | HUN  | letzte 16 |            | Viertelfinale |      |
| FRA     | Europameisterschaft | 1980 | Bern       | SUI  | letzte 16 |            | Viertelfinale |      |
| FRA     | Europameisterschaft | 1978 | Duisburg   | FRG  | letzte 16 |            | Viertelfinale |      |
| FRA     | Europameisterschaft | 1976 | Prag       | TCH  |           | Halbfinale | Halbfinale    |      |
| FRA     | Europameisterschaft | 1974 | Novi Sad   | YUG  |           |            | Halbfinale    |      |
| FRA     | Europameisterschaft | 1970 | Moskau     | URS  | letzte 16 |            |               |      |
| FRA     | EURO-TOP12          | 1980 | München    | FRG  | 12        |            |               |      |
| FRA     | EURO-TOP12          | 1978 | Prag       | TCH  | 9         |            |               |      |
| FRA     | EURO-TOP12          | 1977 | Sarajevo   | YUG  | 9         |            |               |      |
| FRA     | EURO-TOP12          | 1976 | Lübeck     | FRG  | 9         |            |               |      |
| FRA     | Mittelmeer-Spiele   | 1979 | Hvar Split | YUG  |           | Silber     | Gold          | 1    |
| FRA     | Weltmeisterschaft   | 1981 | Novi Sad   | YUG  | letzte 32 | Scratched  | Viertelfinale | 14   |
| FRA     | Weltmeisterschaft   | 1979 | Pyongyang  | PRK  | letzte 64 | letzte 32  | Halbfinale    | 13   |
| FRA     | Weltmeisterschaft   | 1977 | Birmingham | ENG  | letzte 64 | letzte 16  | Gold          | 12   |
| FRA     | Weltmeisterschaft   | 1975 | Calcutta   | IND  | letzte 64 | letzte 16  | letzte 16     | 11   |
| FRA     | Weltmeisterschaft   | 1973 | Sarajevo   | YUG  | letzte 64 | Scratched  | letzte 16     | 12   |
| FRA     | Weltmeisterschaft   | 1971 | Nagoya     | JPN  | letzte 32 | letzte 16  | letzte 32     | 11   |
| FRA     | Weltmeisterschaft   | 1969 | München    | FRG  | letzte 64 | Qual       | Qual          | 15   |

## Philatelie
Zum 50-jährigen Jubiläum des französischen Tischtennisverbandes FFTT 1977 und zum Gewinn der Tischtennisweltmeisterschaft 1977 in Birmingham im Mixed von Jacques Secrétin und Claude Bergeret wurde von der französischen Post eine Briefmarke zu 1,10 France am 17. Dezember 1977 zur Ausgabe gebracht (Michel-Nr. 2060). Dazu gab es in Paris einen Sonderstempel zum Ersttag dieser Briefmarke mit der Abbildung eines Tischtennisschlägers.